# Henry Lapczyk
Henry William Lapczyk Vera (ur. 17 kwietnia 1978 w Fernando de la Mora) – paragwajski piłkarz polskiego pochodzenia. Występował w klubach paragwajskich Cerro Corá, General Caballero, Olimpia. Od 2011 roku Lapczyk jest zawodnikiem boliwijskiego klubu Real Potosí.
Lapczyk został powołany do reprezentacji Paragwaju na mecz towarzyski w 2007 roku.